# Alfonso González
Arturo Alfonso González González (Reynosa, 5 settembre 1994) è un calciatore messicano, centrocampista del Pachuca in prestito dal Monterrey.

## Caratteristiche tecniche
Ricpre la posizione di ala sinistra, viene soproannominato Ponchito, il suo piede forte è il sinistro. Piuttosto che affidarsi alla velocità preferisce avvalersi delle sue abilità di tiratore, sa calciare la palla con potenza, talvolta dalla media distanza sfrutta a suo vantaggio il tiro di prima intenzione, inoltre è capace di andare a rete calciando anche da fuori area. È in grado si segnare tirando dagli undici metri, infatti è un bravo rigorista.

## Carriera

### Club

#### Atlas
Debutta nel professionismo il 19 febbraio 2012 con il club dell'Atlas nel pareggio per 0-0 contro il Tigres, il 4 novembre segna la sua prima rete pareggiando per 2-2 con il Puebla. Segna sei reti nell'edizione 2014-2015 del campionato messicano, è autore di un gol battendo per 4-2 il Chipas, riesce a segnare delle reti sconfiggendo per 2-1 sia il Cruz Azul che il Monterrey, il suo gol inoltre decide la vittoria su 1-0 contro il Pumas e il Santos Laguna. Nella Coppa Libertadores segna la rete del 1-0 battendo l'Atlético Mineiro. Il 12 marzo 2016 segna la sua ultima rete per l'Atlas nella sconfitta per 3-2 contro il Veracruz.

#### Monterrey
A partire dal 2016 inizia a giocare per il Monterrey, González segna il suo primo gol contro il Dorados vincendo per 5-0, nel match successivo è autore di una rete sconfiggendo per 2-1 il Juárez. Segna sei reti nell'edizione 2017-2018 del campionato messicano, riesce a fare un gol sia contro il Chivas che contro il Pumas vincendo entrambe le partite per 2-1, un altro gol lo segna sconfiggendo per 2-0 il Tiburones Rojos, segna una rete anche contro il León vincendo per 5-1, inoltre è autore del gol del 3-1 battendo il Querétaro. Nel Mondiale per Club segna un gol contro l'Al-Hilal nella partita che si conclude per 2-2, dove poi il Monterrey vince ai rigori per 4-3. Nell'edizione 2022-2023 del campionato segna dieci gol, è autore della rete del 2-1 battendo il Necaxa, stesso risultato finisce la partita vinta contro il Puebla, segna un gol contro il Querétaro e l'Atlas vincendo per 2-0 entrambi i match, un'altra rete la mette a segno vincendo per 4-1 contro il Pumas, inoltre segna una doppietta battendo per 2-1 il Toluca, realizza anche una tripletta sconfiggendo per 5-1 il Léon.

### Nazionale
Viene convocato nella Nazionale del Messico Under-17 giocando nel mondiale di categoria, González segna il gol del 3-2 sconfiggendo i Paesi Bassi, infine il Messico vince la finale dove González con un assist permette al proprio compagno Giovani Casillas di segnare la rete del 2-0 battendo l'Uruguay. Partecipa anche alla Coppa del Mondo Under-20, segna una sola rete, quella del temporaneo vantaggio perdendo per 2-1 contro la Spagna agli ottavi di finale venendo eliminati dal torneo.
Esordisce con la nazionale maggiore il 10 marzo 2014 nella vittoria per 2-0 contro l'Honduras, scendendo in campo nel secondo tempo. È stato convocato per i Giochi Olimpici del 2016 giocando due partite.

## Palmarès

### Club

#### Competizioni nazionali
- Campionato messicano: 1

Monterrey: Apertura 2019
- Coppa del Messico: 1

Monterrey: 2019-2020

#### Competizioni internazionali
- CONCACAF Champions League: 2

Monterrey: 2019, 2021
- Coppa Intercontinentale FIFA - Derby delle Americhe: 1

Pachuca: 2024
- Coppa Intercontinentale FIFA - Challenger Cup: 1

Pachuca: 2024

### Nazionale
- Campionato mondiale Under-17: 1

2011